# ECMA International
ECMA (European Computer Manufacturers Association) és una associació fundada el 1961 dedicada a l'estandardització de sistemes d'informació. Des de 1994 ha passat a denominar-se ECMA Internacional.

## OpenXML
L'ECMA va considerar com a estàndard ECMA el format Office Open XML de Microsoft.